# Llista de municipis de Navarra
Llista dels 272 municipis de Navarra. En el nom oficial, una barra inclinada indica que és un nom bilingüe i la indicació "<>" que són dos noms cooficials. La zona lingüística indicada és a efectes de la Llei Foral de l'eusquera.
| Nom oficial                                | Nom bascòfon            | Nom no bascòfon         | Zona lingüística | Població (Plantilla:Població Navarra) |
| ------------------------------------------ | ----------------------- | ----------------------- | ---------------- | ------------------------------------- |
| Abáigar                                    | Abaigar                 | Abáigar                 | no bascòfona     | Plantilla:Població Navarra            |
| Abárzuza<>Abartzuza                        | Abartzuza               | Abárzuza                | mixta            | Plantilla:Població Navarra            |
| Abaurregaina/Abaurrea Alta                 | Abaurregaina            | Abaurrea Alta           | bascòfona        | Plantilla:Població Navarra            |
| Abaurrepea/Abaurrea Baja                   | Abaurrepea              | Abaurrea Baja           | bascòfona        | Plantilla:Població Navarra            |
| Aberin                                     | Aberin                  | Aberin                  | no bascòfona     | Plantilla:Població Navarra            |
| Adiós                                      | Adios                   | Adiós                   | no bascòfona     | Plantilla:Població Navarra            |
| Ablitas                                    | Ablitas                 | Ablitas                 | no bascòfona     | Plantilla:Població Navarra            |
| Aguilar de Codés                           | Aguilar Kodes           | Aguilar de Codés        | no bascòfona     | Plantilla:Població Navarra            |
| Aibar<>Oibar                               | Oibar                   | Aibar                   | no bascòfona     | Plantilla:Població Navarra            |
| Allín<>Allin                               | Allin                   | Allín                   | no bascòfona     | Plantilla:Població Navarra            |
| Allo                                       | Allo                    | Allo                    | no bascòfona     | Plantilla:Població Navarra            |
| Altsasu/Alsasua                            | Altsasu                 | Alsasua                 | bascòfona        | Plantilla:Població Navarra            |
| Améscoa Baja                               | Ameskoabarrena          | Améscoa Baja            | no bascòfona     | Plantilla:Població Navarra            |
| Ancín<>Antzin                              | Antzin                  | Ancín                   | no bascòfona     | Plantilla:Població Navarra            |
| Andosilla                                  | Andosilla               | Andosilla               | no bascòfona     | Plantilla:Població Navarra            |
| Añorbe                                     | Añorbe                  | Añorbe                  | no bascòfona     | Plantilla:Població Navarra            |
| Ansoáin<>Antsoain                          | Antsoain                | Ansoáin                 | mixta            | Plantilla:Població Navarra            |
| Anue                                       | Anue                    | Anué                    | bascòfona        | Plantilla:Població Navarra            |
| Aoiz<>Agoitz                               | Agoitz                  | Aoiz                    | mixta            | Plantilla:Població Navarra            |
| Araitz                                     | Araitz                  | Araiz                   | bascòfona        | Plantilla:Població Navarra            |
| Arakil                                     | Arakil                  | Araquil                 | bascòfona        | Plantilla:Població Navarra            |
| Aranarache<>Aranaratxe                     | Aranaratxe              | Aranarache              | no bascòfona     | Plantilla:Població Navarra            |
| Aranguren                                  | Aranguren               | Aranguren               | mixta            | Plantilla:Població Navarra            |
| Arano                                      | Arano                   | Arano                   | bascòfona        | Plantilla:Població Navarra            |
| Arantza                                    | Arantza                 | Aranaz                  | bascòfona        | Plantilla:Població Navarra            |
| Aras                                       | Aras                    | Aras                    | no bascòfona     | Plantilla:Població Navarra            |
| Arbizu                                     | Arbizu                  | Arbizu                  | bascòfona        | Plantilla:Població Navarra            |
| Arce<>Artzi                                | Artzi                   | Arce                    | bascòfona        | Plantilla:Població Navarra            |
| Los Arcos                                  | Los Arcos               | Los Arcos               | no bascòfona     | Plantilla:Població Navarra            |
| Arellano                                   | Arellano                | Arellano                | no bascòfona     | Plantilla:Població Navarra            |
| Areso                                      | Areso                   | Areso                   | bascòfona        | Plantilla:Població Navarra            |
| Arguedas                                   | Arguedas                | Arguedas                | no bascòfona     | Plantilla:Població Navarra            |
| Aria                                       | Aria                    | Aria                    | bascòfona        | Plantilla:Població Navarra            |
| Aribe                                      | Aribe                   | Arive                   | bascòfona        | Plantilla:Població Navarra            |
| Armañanzas                                 | Armañantzas             | Armañanzas              | no bascòfona     | Plantilla:Població Navarra            |
| Arróniz                                    | Arroitz                 | Arróniz                 | no bascòfona     | Plantilla:Població Navarra            |
| Arruazu                                    | Arruazu                 | Arruazu                 | bascòfona        | Plantilla:Població Navarra            |
| Artajona                                   | Artaxoa                 | Artajona                | no bascòfona     | Plantilla:Població Navarra            |
| Artazu                                     | Artazu                  | Artazu                  | no bascòfona     | Plantilla:Població Navarra            |
| Atez                                       | Atetz                   | Atez                    | bascòfona        | Plantilla:Població Navarra            |
| Auritz/Burguete                            | Auritz                  | Burguete                | bascòfona        | Plantilla:Població Navarra            |
| Ayegui<>Aiegi                              | Aiegi                   | Ayegui                  | no bascòfona     | Plantilla:Població Navarra            |
| Azagra                                     | Azagra                  | Azagra                  | no bascòfona     | Plantilla:Població Navarra            |
| Azuelo                                     | Azuelo                  | Azuelo                  | no bascòfona     | Plantilla:Població Navarra            |
| Bakaiku                                    | Bakaiku                 | Bacáicoa                | bascòfona        | Plantilla:Població Navarra            |
| Barañáin                                   | Barañain                | Barañáin                | mixta            | Plantilla:Població Navarra            |
| Barásoain                                  | Barasoain               | Barásoain               | no bascòfona     | Plantilla:Població Navarra            |
| Barbarin                                   | Barbarin                | Barbarin                | no bascòfona     | Plantilla:Població Navarra            |
| Bargota                                    | Bargota                 | Bargota                 | no bascòfona     | Plantilla:Població Navarra            |
| Barillas                                   | Barillas                | Barillas                | no bascòfona     | Plantilla:Població Navarra            |
| Basaburua                                  | Basaburua               | Basaburúa               | bascòfona        | Plantilla:Població Navarra            |
| Baztan                                     | Baztan                  | Baztán                  | bascòfona        | Plantilla:Població Navarra            |
| Beintza-Labaien                            | Beintza-Labaien         | Beinza-Labayen          | bascòfona        | Plantilla:Població Navarra            |
| Beire                                      | Beire                   | Beire                   | no bascòfona     | Plantilla:Població Navarra            |
| Belascoáin                                 | Belaskoain              | Belascoáin              | mixta            | Plantilla:Població Navarra            |
| Bera                                       | Bera                    | Vera de Bidasoa         | bascòfona        | Plantilla:Població Navarra            |
| Berbinzana                                 | Berbintzana             | Berbinzana              | no bascòfona     | Plantilla:Població Navarra            |
| Beriáin                                    | Beriain                 | Beriáin                 | no bascòfona     | Plantilla:Població Navarra            |
| Berrioplano<>Berriobeiti                   | Berriobeiti             | Berrioplano             | mixta            | Plantilla:Població Navarra            |
| Berriozar                                  | Berriozar               | Berriozar               | mixta            | Plantilla:Població Navarra            |
| Bertizarana                                | Bertizarana             | Bértiz-Arana            | bascòfona        | Plantilla:Població Navarra            |
| Betelu                                     | Betelu                  | Betelu                  | bascòfona        | Plantilla:Població Navarra            |
| Bidaurreta                                 | Bidaurreta              | Vidaurreta              | mixta            | Plantilla:Població Navarra            |
| Biurrun-Olcoz                              | Biurrun-Olkotz          | Biurrun-Olcoz           | no bascòfona     | Plantilla:Població Navarra            |
| Buñuel                                     | Buñuel                  | Buñuel                  | no bascòfona     | Plantilla:Població Navarra            |
| Burgui<>Burgi                              | Burgi                   | Burgui                  | mixta            | Plantilla:Població Navarra            |
| Burlada<>Burlata                           | Burlata                 | Burlada                 | mixta            | Plantilla:Població Navarra            |
| El Busto                                   | El Busto                | El Busto                | no bascòfona     | Plantilla:Població Navarra            |
| Cabanillas                                 | Cabanillas              | Cabanillas              | no bascòfona     | Plantilla:Població Navarra            |
| Cabredo                                    | Cabredo                 | Cabredo                 | no bascòfona     | Plantilla:Població Navarra            |
| Cadreita                                   | Cadreita                | Cadreita                | no bascòfona     | Plantilla:Població Navarra            |
| Caparroso                                  | Caparroso               | Caparroso               | no bascòfona     | Plantilla:Població Navarra            |
| Cárcar                                     | Cárcar                  | Cárcar                  | no bascòfona     | Plantilla:Població Navarra            |
| Carcastillo                                | Zarrakaztelu            | Carcastillo             | no bascòfona     | Plantilla:Població Navarra            |
| Cascante                                   | Cascante                | Cascante                | no bascòfona     | Plantilla:Població Navarra            |
| Cáseda                                     | Kaseda                  | Cáseda                  | no bascòfona     | Plantilla:Població Navarra            |
| Castejón                                   | Castejón                | Castejón                | no bascòfona     | Plantilla:Població Navarra            |
| Castillonuevo                              | Gazteluberri            | Castillonuevo           | no bascòfona     | Plantilla:Població Navarra            |
| Cendea de Olza<>Oltza Zendea               | Oltza zendea            | Cendea de Olza          | mixta            | Plantilla:Població Navarra            |
| Cintruénigo                                | Cintruénigo             | Cintruénigo             | no bascòfona     | Plantilla:Població Navarra            |
| Cirauqui<>Zirauki                          | Zirauki                 | Cirauqui                | no bascòfona     | Plantilla:Població Navarra            |
| Ciriza<>Ziritza                            | Ziritza                 | Ciriza                  | mixta            | Plantilla:Població Navarra            |
| Cizur                                      | Zizur Zendea            | Cizur                   | mixta            | Plantilla:Població Navarra            |
| Corella                                    | Corella                 | Corella                 | no bascòfona     | Plantilla:Població Navarra            |
| Cortes                                     | Cortes                  | Cortes                  | no bascòfona     | Plantilla:Població Navarra            |
| Desojo                                     | Desoio                  | Desojo                  | no bascòfona     | Plantilla:Població Navarra            |
| Dicastillo                                 | Deikaztelu              | Dicastillo              | no bascòfona     | Plantilla:Població Navarra            |
| Donamaria                                  | Donamaria               | Donamaría               | bascòfona        | Plantilla:Població Navarra            |
| Doneztebe/Santesteban                      | Doneztebe               | Santesteban             | bascòfona        | Plantilla:Població Navarra            |
| Echarri                                    | Etxarri                 | Echarri                 | mixta            | Plantilla:Població Navarra            |
| Egüés                                      | Eguesibar               | Egüés                   | mixta            | Plantilla:Població Navarra            |
| Elgorriaga                                 | Elgorriaga              | Elgorriaga              | bascòfona        | Plantilla:Població Navarra            |
| Enériz<>Eneritz                            | Eneritz                 | Enériz                  | no bascòfona     | Plantilla:Població Navarra            |
| Eratsun                                    | Eratsun                 | Erasun                  | bascòfona        | Plantilla:Població Navarra            |
| Ergoiena                                   | Ergoiena                | Ergoyena                | bascòfona        | Plantilla:Població Navarra            |
| Erro                                       | Erroibar                | Erro                    | bascòfona        | Plantilla:Població Navarra            |
| Eslava                                     | Eslaba                  | Eslava                  | no bascòfona     | Plantilla:Població Navarra            |
| Esparza de Salazar<>Espartza Zaraitzu      | Espartza Zaraitzu       | Esparza de Salazar      | mixta            | Plantilla:Població Navarra            |
| Espronceda                                 | Esprontzeda             | Espronceda              | no bascòfona     | Plantilla:Població Navarra            |
| Estella/Lizarra                            | Lizarra                 | Estella                 | mixta            | Plantilla:Població Navarra            |
| Esteribar                                  | Esteribar               | Esteríbar               | bascòfona        | Plantilla:Població Navarra            |
| Etayo                                      | Etaio                   | Etayo                   | no bascòfona     | Plantilla:Població Navarra            |
| Etxalar                                    | Etxalar                 | Echalar                 | bascòfona        | Plantilla:Població Navarra            |
| Etxarri-Aranatz                            | Etxarri-Aranatz         | Echarri-Aranaz          | bascòfona        | Plantilla:Població Navarra            |
| Etxauri                                    | Etxauri                 | Echauri                 | mixta            | Plantilla:Població Navarra            |
| Eulate                                     | Eulate                  | Eulate                  | no bascòfona     | Plantilla:Població Navarra            |
| Ezkabarte                                  | Ezkabarte               | Ezcabarte               | mixta            | Plantilla:Població Navarra            |
| Ezcároz<>Ezkaroze                          | Ezkaroze                | Ezcároz                 | mixta            | Plantilla:Població Navarra            |
| Ezkurra                                    | Ezkurra                 | Ezcurra                 | bascòfona        | Plantilla:Població Navarra            |
| Ezprogui                                   | Ezporogi                | Ezprogui                | no bascòfona     | Plantilla:Població Navarra            |
| Falces                                     | Faltzes                 | Falces                  | no bascòfona     | Plantilla:Població Navarra            |
| Fitero                                     | Fitero                  | Fitero                  | no bascòfona     | Plantilla:Població Navarra            |
| Fontellas                                  | Fontellas               | Fontellas               | no bascòfona     | Plantilla:Població Navarra            |
| Funes                                      | Funes                   | Funes                   | no bascòfona     | Plantilla:Població Navarra            |
| Fustiñana                                  | Fustiñana               | Fustiñana               | no bascòfona     | Plantilla:Població Navarra            |
| Galar                                      | Galar                   | Galar                   | mixta            | Plantilla:Població Navarra            |
| Gallipienzo<>Galipentzu                    | Galipentzu              | Gallipienzo             | no bascòfona     | Plantilla:Població Navarra            |
| Gallués<>Galoze                            | Galoze                  | Gallués                 | no bascòfona     | Plantilla:Població Navarra            |
| Garaioa                                    | Garaioa                 | Garayoa                 | bascòfona        | Plantilla:Població Navarra            |
| Garde                                      | Garde                   | Garde                   | mixta            | Plantilla:Població Navarra            |
| Garínoain                                  | Garinoain               | Garínoain               | no bascòfona     | Plantilla:Població Navarra            |
| Garralda                                   | Garralda                | Garralda                | bascòfona        | Plantilla:Població Navarra            |
| Genevilla                                  | Genevilla               | Genevilla               | no bascòfona     | Plantilla:Població Navarra            |
| Goizueta                                   | Goizueta                | Goizueta                | bascòfona        | Plantilla:Població Navarra            |
| Goñi                                       | Goñerri                 | Goñi                    | mixta            | Plantilla:Població Navarra            |
| Güesa<>Gorza                               | Gorza                   | Güesa                   | mixta            | Plantilla:Població Navarra            |
| Guesálaz<>Gesalatz                         | Gesalatz                | Guesálaz                | mixta            | Plantilla:Població Navarra            |
| Guirguillano                               | Girgillao               | Guirguillano            | no bascòfona     | Plantilla:Població Navarra            |
| Hiriberri/Villanueva de Aezkoa             | Hiriberri               | Villanueva de Aezkoa    | bascòfona        | Plantilla:Població Navarra            |
| Huarte<>Uharte                             | Uharte                  | Huarte                  | mixta            | Plantilla:Població Navarra            |
| Ibargoiti                                  | Ibargoiti               | Ibargoiti               | no bascòfona     | Plantilla:Població Navarra            |
| Igantzi                                    | Igantzi                 | Yanci                   | bascòfona        | Plantilla:Població Navarra            |
| Igúzquiza                                  | Iguzkitza               | Igúzquiza               | no bascòfona     | Plantilla:Població Navarra            |
| Imotz                                      | Imotz                   | Imoz                    | bascòfona        | Plantilla:Població Navarra            |
| Irañeta                                    | Irañeta                 | Irañeta                 | bascòfona        | Plantilla:Població Navarra            |
| Irurtzun                                   | Irurtzun                | Irurzun                 | bascòfona        | Plantilla:Població Navarra            |
| Isaba<>Izaba                               | Izaba                   | Isaba                   | mixta            | Plantilla:Població Navarra            |
| Ituren                                     | Ituren                  | Ituren                  | bascòfona        | Plantilla:Població Navarra            |
| Iturmendi                                  | Iturmendi               | Iturmendi               | bascòfona        | Plantilla:Població Navarra            |
| Iza<>Itza                                  | Itza                    | Iza                     | mixta            | Plantilla:Població Navarra            |
| Izagaondoa                                 | Itzagaondoa             | Izagaondoa              | no bascòfona     | Plantilla:Població Navarra            |
| Izalzu<>Itzaltzu                           | Itzaltzu                | Izalzu                  | mixta            | Plantilla:Població Navarra            |
| Jaurrieta                                  | Jaurrieta               | Jaurrieta               | mixta            | Plantilla:Població Navarra            |
| Javier                                     | Xabier                  | Javier                  | no bascòfona     | Plantilla:Població Navarra            |
| Juslapeña                                  | Txulapain               | Juslapeña               | mixta            | Plantilla:Població Navarra            |
| Lakuntza                                   | Lakuntza                | Lacunza                 | bascòfona        | Plantilla:Població Navarra            |
| Lana                                       | Lana                    | Lana                    | no bascòfona     | Plantilla:Població Navarra            |
| Lantz                                      | Lantz                   | Lanz                    | bascòfona        | Plantilla:Població Navarra            |
| Lapoblación                                | Lapoblación             | Lapoblación             | no bascòfona     | Plantilla:Població Navarra            |
| Larraga                                    | Larraga                 | Larraga                 | no bascòfona     | Plantilla:Població Navarra            |
| Larraona                                   | Larragoa                | Larraona                | no bascòfona     | Plantilla:Població Navarra            |
| Larraun                                    | Larraun                 | Larráun                 | bascòfona        | Plantilla:Població Navarra            |
| Lazagurría                                 | Elizagorria             | Lazagurría              | no bascòfona     | Plantilla:Població Navarra            |
| Leache                                     | Leatxe                  | Leache                  | no bascòfona     | Plantilla:Població Navarra            |
| Legarda                                    | Legarda                 | Legarda                 | no bascòfona     | Plantilla:Població Navarra            |
| Legaria                                    | Legaria                 | Legaria                 | no bascòfona     | Plantilla:Població Navarra            |
| Leitza                                     | Leitza                  | Leiza                   | bascòfona        | Plantilla:Població Navarra            |
| Lekunberri                                 | Lekunberri              | Lecunberri              | bascòfona        | Plantilla:Població Navarra            |
| Leoz                                       | Leotz                   | Leoz                    | no bascòfona     | Plantilla:Població Navarra            |
| Lerga                                      | Lerga                   | Lerga                   | no bascòfona     | Plantilla:Població Navarra            |
| Lerín                                      | Lerin                   | Lerín                   | no bascòfona     | Plantilla:Població Navarra            |
| Lesaka                                     | Lesaka                  | Lesaca                  | bascòfona        | Plantilla:Població Navarra            |
| Lezáun                                     | Lezaun                  | Lezáun                  | mixta            | Plantilla:Població Navarra            |
| Liédena                                    | Ledea                   | Liédena                 | no bascòfona     | Plantilla:Població Navarra            |
| Lizoain-Arriasgoiti                        | Lizoainibar-Arriasgoiti | Lizoáin-Arriasgoiti     | mixta            | Plantilla:Població Navarra            |
| Lodosa                                     | Lodosa                  | Lodosa                  | no bascòfona     | Plantilla:Població Navarra            |
| Lónguida<>Longida                          | Longida                 | Lónguida                | no bascòfona     | Plantilla:Població Navarra            |
| Lumbier                                    | Irunberri               | Lumbier                 | no bascòfona     | Plantilla:Població Navarra            |
| Luquin                                     | Lukin                   | Luquin                  | no bascòfona     | Plantilla:Població Navarra            |
| Luzaide/Valcarlos                          | Luzaide                 | Valcarlos               | bascòfona        | Plantilla:Població Navarra            |
| Mañeru                                     | Mañeru                  | Mañeru                  | no bascòfona     | Plantilla:Població Navarra            |
| Marañón                                    | Marañón                 | Marañón                 | no bascòfona     | Plantilla:Població Navarra            |
| Marcilla                                   | Martzilla               | Marcilla                | no bascòfona     | Plantilla:Població Navarra            |
| Mélida                                     | Mélida                  | Mélida                  | no bascòfona     | Plantilla:Població Navarra            |
| Mendavia                                   | Mendabia                | Mendavia                | no bascòfona     | Plantilla:Població Navarra            |
| Mendaza                                    | Mendaza                 | Mendaza                 | no bascòfona     | Plantilla:Població Navarra            |
| Mendigorría                                | Mendigorria             | Mendigorría             | no bascòfona     | Plantilla:Població Navarra            |
| Metauten                                   | Metauten                | Metauten                | no bascòfona     | Plantilla:Població Navarra            |
| Milagro                                    | Milagro                 | Milagro                 | no bascòfona     | Plantilla:Població Navarra            |
| Mirafuentes                                | Mirafuentes             | Mirafuentes             | no bascòfona     | Plantilla:Població Navarra            |
| Miranda de Arga                            | Miranda Arga            | Miranda de Arga         | no bascòfona     | Plantilla:Població Navarra            |
| Monreal<>Elo                               | Elo                     | Monreal                 | no bascòfona     | Plantilla:Població Navarra            |
| Monteagudo                                 | Monteagudo              | Monteagudo              | no bascòfona     | Plantilla:Població Navarra            |
| Morentin                                   | Morentin                | Morentin                | no bascòfona     | Plantilla:Població Navarra            |
| Mués                                       | Mues                    | Mués                    | no bascòfona     | Plantilla:Població Navarra            |
| Murchante                                  | Murchante               | Murchante               | no bascòfona     | Plantilla:Població Navarra            |
| Murieta                                    | Murieta                 | Murieta                 | no bascòfona     | Plantilla:Població Navarra            |
| Murillo el Cuende                          | Murillo el Cuende       | Murillo el Cuende       | no bascòfona     | Plantilla:Població Navarra            |
| Murillo el Fruto                           | Murillo el Fruto        | Murillo el Fruto        | no bascòfona     | Plantilla:Població Navarra            |
| Muruzábal                                  | Muruzabal               | Muruzábal               | no bascòfona     | Plantilla:Població Navarra            |
| Navascués<>Nabaskoze                       | Nabaskoze               | Navascués               | no bascòfona     | Plantilla:Població Navarra            |
| Nazar                                      | Nazar                   | Nazar                   | no bascòfona     | Plantilla:Població Navarra            |
| Noáin (Valle de Elorz)<>Noain (Elortzibar) | Noain Elortzibar        | Noáin                   | no bascòfona     | Plantilla:Població Navarra            |
| Obanos                                     | Obanos                  | Obanos                  | no bascòfona     | Plantilla:Població Navarra            |
| Ochagavía<>Otsagabia                       | Otsagabia               | Ochagavía               | mixta            | Plantilla:Població Navarra            |
| Oco                                        | Oko                     | Oco                     | no bascòfona     | Plantilla:Població Navarra            |
| Odieta                                     | Odieta                  | Odieta                  | mixta            | Plantilla:Població Navarra            |
| Oitz                                       | Oiz                     | Oiz                     | bascòfona        | Plantilla:Població Navarra            |
| Oláibar                                    | Olaibar                 | Oláibar                 | mixta            | Plantilla:Població Navarra            |
| Olazti/Olazagutía                          | Olatzagutia             | Olazagutía              | bascòfona        | Plantilla:Població Navarra            |
| Olejua                                     | Olexoa                  | Olejua                  | no bascòfona     | Plantilla:Població Navarra            |
| Olite<>Erriberri                           | Erriberri               | Olite                   | no bascòfona     | Plantilla:Població Navarra            |
| Ollo                                       | Ollaran                 | Ollo                    | mixta            | Plantilla:Població Navarra            |
| Olóriz<>Oloritz                            | Oloritz                 | Olóriz                  | no bascòfona     | Plantilla:Població Navarra            |
| Orbaizeta                                  | Orbaizeta               | Orbaiceta               | bascòfona        | Plantilla:Població Navarra            |
| Orbara                                     | Orbara                  | Orbara                  | bascòfona        | Plantilla:Població Navarra            |
| Orísoain                                   | Orisoain                | Orísoain                | no bascòfona     | Plantilla:Població Navarra            |
| Orkoien                                    | Orkoien                 | Orcoyen                 | mixta            | Plantilla:Població Navarra            |
| Oronz<>Orontze                             | Orontze                 | Oronz                   | mixta            | Plantilla:Població Navarra            |
| Oroz-Betelu<>Orotz-Betelu                  | Orotz-Betelu            | Oroz-Betelu             | mixta            | Plantilla:Població Navarra            |
| Orreaga/Roncesvalles                       | Orreaga                 | Roncesvalles            | bascòfona        | Plantilla:Població Navarra            |
| Oteiza                                     | Oteitza                 | Oteiza                  | no bascòfona     | Plantilla:Població Navarra            |
| Pamplona<>Iruña                            | Iruña                   | Pamplona                | mixta            | Plantilla:Població Navarra            |
| Peralta<>Azkoien                           | Azkoien                 | Peralta                 | no bascòfona     | Plantilla:Població Navarra            |
| Petilla de Aragón                          | Petilla Aragoi          | Petilla de Aragón       | no bascòfona     | Plantilla:Població Navarra            |
| Piedramillera                              | Piedramillera           | Piedramillera           | no bascòfona     | Plantilla:Població Navarra            |
| Pitillas                                   | Pitillas                | Pitillas                | no bascòfona     | Plantilla:Població Navarra            |
| Puente la Reina<>Gares                     | Gares                   | Puente la Reina         | mixta            | Plantilla:Població Navarra            |
| Pueyo                                      | Puiu                    | Pueyo                   | no bascòfona     | Plantilla:Població Navarra            |
| Ribaforada                                 | Ribaforada              | Ribaforada              | no bascòfona     | Plantilla:Població Navarra            |
| Romanzado                                  | Erromantzatua           | Romanzado               | no bascòfona     | Plantilla:Població Navarra            |
| Roncal<>Erronkari                          | Erronkari               | Roncal                  | mixta            | Plantilla:Població Navarra            |
| Sada                                       | Zare                    | Sada                    | no bascòfona     | Plantilla:Població Navarra            |
| Saldias                                    | Saldias                 | Saldías                 | bascòfona        | Plantilla:Població Navarra            |
| Salinas de Oro<>Jaitz                      | Jaitz                   | Salinas de Oro          | mixta            | Plantilla:Població Navarra            |
| San Adrián                                 | San Adrián              | San Adrián              | no bascòfona     | Plantilla:Població Navarra            |
| San Martín de Unx                          | San Martin Unx          | San Martín de Unx       | no bascòfona     | Plantilla:Població Navarra            |
| Sangüesa<>Zangoza                          | Zangoza                 | Sangüesa                | no bascòfona     | Plantilla:Població Navarra            |
| Sansol                                     | Santsol                 | Sansol                  | no bascòfona     | Plantilla:Població Navarra            |
| Santacara                                  | Santakara               | Santacara               | no bascòfona     | Plantilla:Població Navarra            |
| Sarriés<>Sartze                            | Sartze                  | Sarriés                 | mixta            | Plantilla:Població Navarra            |
| Sartaguda                                  | Sartaguda               | Sartaguda               | no bascòfona     | Plantilla:Població Navarra            |
| Sesma                                      | Sesma                   | Sesma                   | no bascòfona     | Plantilla:Població Navarra            |
| Sorlada                                    | Sorlada                 | Sorlada                 | no bascòfona     | Plantilla:Població Navarra            |
| Sunbilla                                   | Sunbilla                | Sumbilla                | bascòfona        | Plantilla:Població Navarra            |
| Tafalla                                    | Tafalla                 | Tafalla                 | no bascòfona     | Plantilla:Població Navarra            |
| Tiebas-Muruarte de Reta                    | Tebas-Muru Artederreta  | Tiebas-Muruarte de Reta | no bascòfona     | Plantilla:Població Navarra            |
| Tirapu                                     | Tirapu                  | Tirapu                  | no bascòfona     | Plantilla:Població Navarra            |
| Torralba del Río                           | Torralba del Río        | Torralba del Río        | no bascòfona     | Plantilla:Població Navarra            |
| Torres del Río                             | Torres del Río          | Torres del Río          | no bascòfona     | Plantilla:Població Navarra            |
| Tudela                                     | Tutera                  | Tudela                  | no bascòfona     | Plantilla:Població Navarra            |
| Tulebras                                   | Tulebras                | Tulebras                | no bascòfona     | Plantilla:Població Navarra            |
| Úcar                                       | Ukar                    | Úcar                    | no bascòfona     | Plantilla:Població Navarra            |
| Uharte-Arakil                              | Uharte-Arakil           | Huarte-Araquil          | bascòfona        | Plantilla:Població Navarra            |
| Ujué                                       | Uxue                    | Ujué                    | no bascòfona     | Plantilla:Població Navarra            |
| Ultzama                                    | Ultzama                 | Ulzama                  | bascòfona        | Plantilla:Població Navarra            |
| Unciti                                     | Untziti                 | Unciti                  | no bascòfona     | Plantilla:Població Navarra            |
| Unzué<>Untzue                              | Untzue                  | Unzué                   | no bascòfona     | Plantilla:Població Navarra            |
| Urdazubi/Urdax                             | Urdazubi                | Urdax                   | bascòfona        | Plantilla:Població Navarra            |
| Urdiain                                    | Urdiain                 | Urdiáin                 | bascòfona        | Plantilla:Població Navarra            |
| Urraúl Alto                                | Urraulgoiti             | Urraúl Alto             | no bascòfona     | Plantilla:Població Navarra            |
| Urraúl Bajo                                | Urraulbeiti             | Urraúl Bajo             | no bascòfona     | Plantilla:Població Navarra            |
| Urrotz                                     | Urroz                   | Urroz de Santesteban    | bascòfona        | Plantilla:Població Navarra            |
| Urroz-Villa                                | Urrotz-Hiria            | Urroz-Villa             | no bascòfona     | Plantilla:Població Navarra            |
| Urzainqui<>Urzainki                        | Urzainki                | Urzainqui               | mixta            | Plantilla:Població Navarra            |
| Uterga                                     | Uterga                  | Uterga                  | no bascòfona     | Plantilla:Població Navarra            |
| Uztárroz<>Uztarroze                        | Uztarroze               | Uztárroz                | mixta            | Plantilla:Població Navarra            |
| Valle de Yerri<>Deierri                    | Deierri                 | Valle de Yerri          | mixta            | Plantilla:Població Navarra            |
| Valtierra                                  | Valtierra               | Valtierra               | no bascòfona     | Plantilla:Població Navarra            |
| Viana                                      | Viana                   | Viana                   | no bascòfona     | Plantilla:Població Navarra            |
| Vidángoz<>Bidankoze                        | Bidankoze               | Vidángoz                | mixta            | Plantilla:Població Navarra            |
| Villafranca                                | Alesbes                 | Villafranca             | no bascòfona     | Plantilla:Població Navarra            |
| Villamayor de Monjardín                    | Villamayor de Monjardín | Villamayor de Monjardín | no bascòfona     | Plantilla:Població Navarra            |
| Villatuerta                                | Villatuerta             | Villatuerta             | no bascòfona     | Plantilla:Població Navarra            |
| Villava<>Atarrabia                         | Atarrabia               | Villava                 | mixta            | Plantilla:Població Navarra            |
| Yesa                                       | Esa                     | Yesa                    | no bascòfona     | Plantilla:Població Navarra            |
| Zabalza<>Zabaltza                          | Zabaltza                | Zabalza                 | mixta            | Plantilla:Població Navarra            |
| Ziordia                                    | Ziordia                 | Ciordia                 | bascòfona        | Plantilla:Població Navarra            |
| Zizur Mayor<>Zizur Nagusia                 | Zizur Nagusia           | Zizur Mayor             | mixta            | Plantilla:Població Navarra            |
| Zubieta                                    | Zubieta                 | Zubieta                 | bascòfona        | Plantilla:Població Navarra            |
| Zugarramurdi                               | Zugarramurdi            | Zugarramurdi            | bascòfona        | Plantilla:Població Navarra            |
| Zúñiga                                     | Zuñiga                  | Zúñiga                  | no bascòfona     | Plantilla:Població Navarra            |